# Tong Marimbun
Tong Marimbun is een bestuurslaag in het regentschap Pematang Siantar van de provincie Noord-Sumatra, Indonesië. Tong Marimbun telt 2047 inwoners (volkstelling 2010).